# Piotr Tarnawiecki
Piotr Tarnawiecki (ur. 30 października 1880 w Rogini, zm. 9 sierpnia 1961 we Lwowie) – polski architekt i rzeźbiarz.

## Życiorys
Urodził się w rodzinie Rudolfa Topór-Tarnawieckiego i jego żony Marii z Sas-Bilińskich. Po ukończeniu gimnazjum w Czerniowcach rozpoczął studia na Wydziale Budownictwa i Architektury w Szkole Inżynieryjno-Budowlanej. Przez pewien okres pracował w pracowni architektonicznej Franciszka Rawicz-Kosińskiego, a następnie studiował prawo i matematykę na tamtejszym uniwersytecie. Po ukończeniu nauki wyjechał do Wiednia, gdzie studiował na Uniwersytecie Technicznym. Od 1903 przez dwa lata przebywał w Warszawie i pracował w biurze architektonicznym Bronisława Colonna-Czosnowskiego, uczestniczył w pracach projektowych Banku Handlowego i Hotelu Savoy. W 1905 przeniósł się do Lwowa, gdzie rozpoczął pracę w pracowniach Alfreda Zachariewicza i Józefa Sosnowskiego, a pomiędzy 1908 a 1909 u Edmunda Żychowicza. 15 kwietnia 1909 wyzwolił się i otrzymał uprawnienia architekta, co umożliwiło mu założenie własnej pracowni projektowej. Pierwsze projekty nosiły cechy secesji i innych stylów historycznych, z czasem skłaniając się ku modernizmowi. Po wybuchu I wojny światowej został zmobilizowany do armii austriackiej, przebywał na Węgrzech, a następnie był zaangażowany w budowę umocnień we Włoszech. Po zakończeniu działań wojennych powrócił do Lwowa i wznowił działalność swojej pracowni, wiele jego ówczesnych projektów nosi cechy art déco, a kolejne funkcjonalizmu. Po wkroczeniu Armii Czerwonej został członkiem Lwowskiego Związku Architektów ZSRR, po 1945 pozostał we Lwowie. Pracował w Instytucie Projektów Elektryfikacji Rolnictwa do przejścia na emeryturę w 1955. Zmarł w 1961, spoczywa na Cmentarzu Łyczakowskim.

## Projekty

### We Lwowie
- Budynki przy ulicy Architektorskiej (Zachariewicza) 3 i 5 (współautor Zygmunt Fedorski), stworzone podczas pracy w biurze projektów A. Zachariewicza i Józefa Sosnowskiego;
- Budynek przy ulicy Rylejewa (Badenich) 12, według projektu Kazimierza Rzeczyckiego;
- Projekt rekonstrukcji budynku przy ul. Mikołaja Kopernika 19 wykonany dla pracowni Edmunda Żychowicza;
- Winiarnia Lejba (Leona) Krampnera na Zniesieniu;
- Domy mieszkalne Michała Demetra przy ulicy Tarnowskiego 2,4,6,8 i 26;
- Wille przy ulicy Konowalca (29 Listopada)(inne języki) 95,95a;
- Wille przy ulicy Łobaczewskiego (Piastów) 6 i 8 (współautor Zygmunt Dobrzyński);
- Dom przy ulicy Ostrzanina (św. Kingi) 4;
- Dom przy ulicy Grunwaldzkiej 7
- Przebudowa kamienicy przy placu E. Malaniuka (Henryka Dąbrowskiego) 8, nadanie cech art déco i nadbudowa;
- Prace konserwatorskie przy soborze św. Jura;
- Domy mieszkalne przy ul. Gwardyjskiej (Kadeckiej) 7, 9, 11, 13 i 15;
- Domy przy ulicy Wytowśkoho (Pełczyńskiej) 9 i 41;
- Dom przy ulicy Bułgarskiej 1;
- Uczestnictwo w przebudowie Teatru Skarbkowskiego;
- Dom przy ulicy Greckiej 5;
- Dom przy ulicy Karmańśkoho (Gundulicza) 1.

- Projekty nagrobków na Cmentarzu Łyczakowskim (m.in. rodziny Glattych wspólnie z Bronisławem Wiktorem).

### Poza Lwowem
- Szkoły w Rymanowie, Sanoku, Zagórzu i Posadzie Olchowskiej;
- Dom głównego dyrektora Szkoły Służby Granicznej w Rawie Ruskiej.